# سكة حديد المحيط الهادئ الكندية
سكك الحديد الكندية في منطقة المحيط الهادئ (CPR) (علامات الإبلاغ CP ، CPAA ، MILW ، SOO)، والمعروفة كذلك ببساطة باسم بسكك حديد الهادئ الكندية وسابقًا باسم القطار الهادئ الكندي (1968-1996)، هو خط سكة حديد كندي من الفئة الأولى تأسس في عام 1881. تعود ملكية السكك الحديدية لشركة سكة حديد المحيط الهادئ الكندية المحدودة، والتي بدأت أعمالها في إعادة هيكلة الشركة في عام 2001 بصفتها المالك القانوني.
يقع مقر الشركة الرئيسي في كالغاري، ألبرتا، وتمتلك نحو 20,100 كيلومتر (12500 ميل) من مسارات السكك الحديدية المنتشرة في سبع مقاطعات من كندا وفي الولايات المتحدة، والتي تمتد من مونتريال إلى فانكوفر، وإلى الشمال حتى إدمونتون. تخدم شبكة السكك الحديدية كذلك مينيابوليس سانت بول وميلووكي وديترويت وشيكاغو وألباني في نيويورك في الولايات المتحدة.
بين عامي 1881 و1885، أُنشئ خط سكة الحديد للمرة الأولى بين شرق كندا وكولومبيا البريطانية (يصل بين وادي أوتاوا وخطوط سكك الحديد في منطقة الخليج الجورجي التي أُنشئت سابقًا)، وذلك وفاءًا بالتزام يشمل كولومبيا البريطانية عندما دخلت الاتحاد في عام 1871، وهو أول خط سكة حديد عابر للقارات في كندا. استُخدم في البداية خط سكة حديد للشحن، وبقيت سكك الحديد الكندية في الهادئ لعقود من الزمن الوسيلة العملية الوحيدة لنقل الركاب لمسافات طويلة في معظم مناطق كندا، واضطلعت بدور فعال في استيطان غرب كندا وتطورها. أصبحت سكك الحديد الكندية في الهادئ واحدة من أكبر الشركات في كندا وأكثرها نفوذًا، وهو المركز الذي شغلته منذ عام 1975.
في عام 2009، استحوذت الشركة على خطين أمريكيين: داكوتا ومينيسوتا والسكك الحديدية الشرقية (دي إم آند إي) وآيوا وشيكاغو والسكك الحديدية الشرقية (آي سي آند إي). كان خط آيوا وشيكاغو والسكك الحديدية الشرقية جزءًا من شركة سو لاين التابعة لشركة سكك حديد الهادئ الكندية والخط السابق المعروف باسم ذا ميلكاوي رود. امتد نظام دي إم آند إي وآي سي آند إي ليشمل داكوتا الشمالية وداكوتا الجنوبية ومينيسوتا وويسكنسن ونبراسكا وأيوا، وتوسع قليلًا في كانساس سيتي وميسوري وشيكاغو وإلينوي.
تتداول الشركة أسهمها علنًا في بورصة تورنتو وبورصة نيويورك تحت مؤشر سي بي. يقع مقرها الرئيسي في الولايات المتحدة في مينيابوليس. اعتبارًا من 14 يناير 2022، أصبحت إدارة صندوق استثمارات الأطفال أكبر مساهم في أسهم شركة سكك الحديد الكندية في الهادئ، وهو صندوق ائتمان مقره لندن ويمتلك نسبة 8.38% من الشركة.
اعتبارًا من أوائل عام 2022، تحاول السكك الحديدية شراء سكة حديد كانساس سيتي الجنوبية. في حال موافقة مجلس النقل السطحي الأمريكي على ذلك، ستصبح «شركة سكة حديد المحيط الهادئ الكندية المحدودة» الوحيدة التي تخدم سككها أكبر ثلاث دول في أمريكا الشمالية (كندا والمكسيك والولايات المتحدة).

## تاريخيًا
كان إنشاء السكك الحديدية الكندية في منطقة المحيط الهادئ، بالإضافة إلى الاتحاد الكندي، حلمًا وطنيًا تطلعت له حكومة المحافظين بقيادة رئيس الوزراء جون ماكدونالد (الوزارة الكندية الأولى). تلقى ماكدونالد المساعدة من ألكسندر تيلوك غالت، صاحب شركة شمال غرب الفحم والملاحة. أصرت كولومبيا البريطانية، التي تبعد بمقدار رحلة بحرية مدتها أربعة أشهر بعيدًا عن الساحل الشرقي، على إقامة خط نقل بري إلى الشرق باعتباره شرطًا للانضمام إلى الاتحاد.
في عام 1873، منح جون ماكدونالد وغيره من السياسيين رفيعي المستوى، الذين تلقوا رشوة كُشفت لاحقًا في فضيحة المحيط الهادئ، عقودًا فيدرالية لشركة هيو آلان للسكك الحديدية الكندية (التي لا علاقة لها بالشركة الحالية) بدلًا من شركة السكك الحديدية العابرة التابعة لديفيد لويس ماكفيرسون والتي كان يُعتقد أنها لها صلات تربطها بشركة السكك الحديدية الأمريكية لشمال المحيط الهادئ. جراء هذه الفضيحة، أقيل حزب المحافظين من منصبه في عام 1873. أمر رئيس الوزراء الليبرالي الجديد، ألكسندر ماكنزي، ببناء أجزاء من السكك الحديدية باعتبارها مؤسسة حكومية تحت إشراف وزارة الأشغال العامة بقيادة ساندفورد فليمنغ. أُجريت عمليات مسح خلال السنوات الأولى لعدد من الطرق البديلة في هذا الإقليم أعقبها تشييد تيليغراف على غرار ما جرى الاتفاق عليه. في عام 1875، بدأ العمل على سكك الحديد في مقاطعة ثندر باي والتي تربط بين بحيرة سوبيريور ووينيبيغ. بحلول عام 1880، اكتمل نحو 1000 كيلومتر (700 ميل) من السكك الحديدية تقريبًا، والتي امتد معظمها عبر تضاريس الدرع الكندي العسيرة، حيث تعمل القطارات على مسار يبلغ طوله 500 كيلومتر فقط (300 ميل).
اعتُمدت سياسة تشييد أكثر قسوة تزامنًا مع عودة ماكدونالد إلى السلطة في 16 أكتوبر 1878. أكد ماكدونالد أن ميناء مودي سيكون محطة للسكك الحديدية العابرة للقارات، وأعلن أن السكك الحديدية ستمر بنهري فريزر وثومبسون بين ميناء مودي وكاملوبس. في عام 1879، عومت الحكومة الفيدرالية السندات في لندن ودعت إلى إنشاء سكك حديد بطول 206 كم (128 ميل) تمر بييل في كولومبيا البريطانية إلى سافونا فيري على بحيرة كاملوبس. مُنح العقد إلى أندرو أوندردونك، الذي بدأ رجاله العمل في 15 مايو 1880. بعد الانتهاء من هذا القسم، حصل أوندردونك على عقود إنشاء سكك حديد بين ييل وميناء مودي، وبين سافونا فيري وإيغل باس.
في 21 أكتوبر 1880، وقعت شركة جديدة، لا تربطها علاقة بهيو آلان، عقدًا مع حكومة ماكدونالد. طُرد فليمنغ واستُبدل بكولينغوود شرايبر الذي عُيّن رئيسًا للمهندسين ومديرًا عامًا لجميع السكك الحديدية الحكومية. جرى الاتفاق على بناء السكك الحديدية مقابل 25 مليون دولار (نحو 625 مليون دولار كندي حاليًا) على هيئة ائتمان من الحكومة الكندية ومنحة قدرها 25 مليون فدان (100 ألف كيلومتر مربع) من الأراضي. نقلت الحكومة أقسام السكك الحديدية التي شُيّدت في إطار ملكيتها إلى الشركة الجديدة، والتي أنفقت عليها بالفعل ما لا يقل عن 25 مليون دولار. بلغت تقديراتها لتكلفة قسم روكي ماونتن وحده أكثر من 60 مليون دولار. تحملت الحكومة تكاليف عمليات المسح وأعفت السكك الحديدية من الضرائب العقارية لمدة 20 عامًا. تألفت الشركة التي اتخذت من مونتريال مقرًا لها من خمسة أعضاء رسميين: جورج ستيفن وجيمس جيه هيل ودنكان ماكنتاير وريتشارد بي أنغوس وجون ستيوارت كينيدي. كان دونالد سميث ونورمان كيتسون شريكين صامتين غير رسميين امتلكا نسبة مالية كبيرة من الشركة. في 15 فبراير 1881، حظي التشريع الذي يؤكد العقد بموافقة ملكية، وأُنشئت الشركة الكندية للسكك الحديدية في منطقة المحيط الهادئ رسميًا في اليوم التالي. زعم النقاد أن الحكومة قدمت دعمًا كبيرًا للمشروع المقترح، إلا أن ذلك كان خطوة منها لتجاوز العقبات وعدم التراجع عن التأمين.

## قاطرات الشحن
أكثر من نصف حركة شحن CP في الحبوب (24٪ من عائدات الشحن لعام 2016 ) والشحن متعدد الوسائط (22٪) والفحم (10٪) ويتم تحقيق الغالبية العظمى من أرباحها في غرب كندا. تسبب تحول كبير في التجارة من المحيط الأطلسي إلى المحيط الهادئ في حدوث انخفاضات خطيرة في شحنات القمح CPR عبر Thunder Bay. كما تقوم بشحن الكيماويات والبلاستيك (12٪ من إيرادات عام 2016) وقطع غيار السيارات والسيارات المُجمَّعة (6٪) والبوتاس (6٪)  والكبريت والأسمدة الأخرى (5٪)  ومنتجات الغابات (5٪) ، ومنتجات أخرى متنوعة. (11٪).
يقع الجزء الأكثر ازدحامًا في شبكة السكك الحديدية على طول الخط الرئيسي بين كالجاري وفانكوفر. منذ عام 1970، أصبح الفحم سلعة رئيسية تجرها الإنعاش القلبي الرئوي. يتم شحن الفحم في قطارات الوحدات من مناجم الفحم في الجبال  وأبرزها سباروود وكولومبيا البريطانية  إلى المحطات في روبرتس بنك وشمال فانكوفر، حيث يتم شحنها بعد ذلك إلى اليابان.[بحاجة لمصدر]
يقع الجزء الأكثر ازدحامًا في شبكة السكك الحديدية على طول الخط الرئيسي بين كالجاري وفانكوفر. يتم نقل الحبوب بواسطة CPR من البراري إلى الموانئ في ثاندر باي (مدينتا فورت ويليام وبورت آرثر السابقتان) ومدينة كيبيك وفانكوفر، حيث يتم شحنها بعد ذلك إلى الخارج. كان ميناء التصدير الشتوي التقليدي هو سانت جون، نيو برونزويك، عندما أغلق الجليد نهر سانت لورانس. لطالما كانت الحبوب سلعة مهمة يستحوذ عليها الإنعاش القلبي الرئوي؛ بين عامي 1905 و 1909، قام جهاز الإنعاش القلبي الرئوي بتتبع مسار مزدوج في مساره بين فورت ويليام، أونتاريو (جزء من ثاندر بايحاليًا) وينيبيج لتسهيل شحن الحبوب.
لعدة عقود كان هذا هو الامتداد الطويل الوحيد للخط الرئيسي مزدوج المسار خارج المناطق الحضرية في CPR. اليوم، على الرغم من أن قسم Thunder Bay-Winnipeg أصبح الآن مسارًا واحدًا، إلا أن CPR لا يزال لديه خطان طويلان للمسار المزدوج يخدمان المناطق الريفية، بما في ذلك امتداد 121 كيلومترًا (75 ميل) بين كنت وكولومبيا البريطانية وفانكوفر الذي يتبع فريزر. نهر في جبال الساحل، بالإضافة إلى منطقة وينشستر الكندية في المحيط الهادئ، وهو امتداد بطول 160 كيلومترًا (100 ميل) من الخط الرئيسي المزدوج الذي يمتد من سميث فولز وأونتاريو و عبر وسط مدينة مونتريال الذي يمر عبر العديد من المجتمعات الزراعية الريفية.
ومع ذلك، فإن CPR في خضم التفكيك الجزئي لامتداد الخط الرئيسي مزدوج المسار في Winchester Sub. هناك أيضًا العديد من الامتدادات الطويلة من المسار المزدوج بين غولدن وكاملوبس وكولومبيا البريطانية  وأجزاء من مسار Winnipeg-Thunder Bay المزدوج الأصلي (مثل 30 كيلومترًا (20 ميلًا) عبر كينورا وKeewatin، أونتاريو) لا يزال مسارًا مزدوجًا. [بحاجة لمصدر]